# ریس‌ویک
ریس‌ویک (به هلندی: Rijswijk) یک منطقهٔ مسکونی در هلند است که در هلند جنوبی واقع شده‌است. ریس‌ویک ۰ متر بالاتر از سطح دریا واقع شده‌است.

## خواهرخوانده
شهر Beroun خواهرخواندهٔ ریس‌ویک هست.